# NGC 314

NGC 314

NGC 314 هي مجرة تتبع كوكبة معمل النحات. اكتشفها جون هيرشل في 27 سبتمبر 1834.

## روابط خارجية
- NGC 314 على موقع ويكي سكاي: DSS2, SDSS, GALEX, IRAS, Hydrogen α, X-Ray, Astrophoto, Sky Map, Articles and images